# Поль Анрі Гольбах
Поль Анрі́ Гольба́х (нім. Paul Heinrich Dietrich Baron von Holbach; 8 грудня 1723 — 21 січня 1789) — французький філософ німецького походження, письменник, просвітник, енциклопедист, іноземний поважний член Петербурзької Академії Наук. Автор книги «Система природи» — найбільш систематично виклав принципи матеріалізму XVIII ст. Повністю відходячи від теологічних концепцій буття, він використовує принцип «редукції» — усі явища розглядає як виявлення природних сил.

## Погляди
Природа, за Гольбахом, є сукупністю різних видів матерії. Виступаючи проти картезіанства, яке вводило рух у матерію за допомогою поняття «Бог», він висуває тезу, що рух і є існуванням матерії. На відміну від схожого погляду Спінози, Гольбах доводив, що рух не може бути «модусом» матерії, а навпаки, саме рух, взаємодія є джерелом усіх властивостей, враховуючи й ті, які Декарт і Спіноза вважали первинними (просторовість, вага).
Обґрунтовуючи ідею універсальності руху, Гольбах часто посилається на Толанда. Він вирізняє два головні різновиди руху. З одного боку, рух, який переміщує тіла у просторі (механічний рух), і з другого — внутрішній рух, який називають енергією, що має своїм джерелом взаємодію не даних чуттям частинок (молекул), з яких складаються тіла.
З поняттям «універсальності руху» пов'язане вчення Гольбаха про абсолютний детермінізм. Критикуючи Юма, Гольбах доводить, що необхідними можуть бути лише причини та наслідки, а не віра в їх існування. Поняття «необхідність» ми створюємо як узагальнення причин та наслідків, які дають нам можливість розглядати будь-який процес, будь-які зміни, які ми відчуваємо. Вирізнення окремих явищ є закономірним, як і рух, що виникає, підкоряється константним законам. Саме як дію різних законів ми відчуваємо різні явища. Протікання руху, змін в одних і тих самих основах буття зумовлює існування універсальних законів природи, які виявляють себе нам через відхилення, спричинені конкретною необхідністю. Тому для Гольбаха не існує випадковості як властивості природи: випадковість — це прояв нашого незнання.
Світ у цілому Гольбах розглядає як систему причин та наслідків, у якій те, що в одному випадку є причиною, в іншому — є наслідком. Саме через цю систему причин і наслідків слід розглядати людину. Кожна людина як певний механізм може бути розглянута у вигляді системи із внутрішніми процесами, на яку діють зовнішні механічні та енергетичні сили. Людина, суспільство утворюють свої енергетичні сили, які діють на космос і можуть вносити зміни у всесвіти взагалі, а не тільки у своєму бутті. Тому для Гольбаха дуже важливо знайти такий спосіб існування людини, суспільства, який узгоджується зі світом у цілому.